# .gc.ca
.gc.ca est un nom de domaine de second niveau privé pour le gouvernement du Canada et géré par Government Telecommunications.